# Opera Tower (Tel Awiw)
Opera Tower (hebr. מגדל האופרה Migdal ha-Opera) – wieżowiec i centrum handlowe w osiedlu Lew ha-Ir w mieście Tel Awiw, w Izraelu.
Budynek jest położony na nadmorskiej promenadzie przy placu Knesetu, w osiedlu Lev HaIr, w zachodniej części Tel Awiwu.

## Historia
Pierwotnie w miejscu tym znajdowało się wybudowane w 1945 kino „Magic” (hebr. קולנוע קסם). Podczas Wojny o Niepodległość przejściowo mieściło się w nim dowództwo marynarki. W okresie od 15 grudnia 1948 do końca 1949 w kinie odbywały się obrady pierwszego Knesetu, który następnie przeprowadził się do Jerozolimy. Natomiast budynek kina zajęła Opera Izraela, która występowała w nim do 1982.
W 1972 budynek dawnego kina został zakupiony przez grupę prywatnych przedsiębiorców, którzy wystąpili do władz miejskich o zezwolenie na wyburzenie i budowę nowoczesnego biurowca. Po długich dyskusjach budynek wyburzono w 1988 i na jego miejscu w 1993 wybudowano centrum handlowe, któremu nazwę nadano od Opery Izraela.

## Dane techniczne
Budynek ma 23 kondygnacji i wysokość 82 metrów. Wybudowano go w stylu postmodernistycznym. Fasadę wykonano z granitu, szkła i płytek ceramicznych w kolorach granatowym, szarym i jasnoróżowym.
Trzy dolne piętra budynku zajmuje centrum handlowe oraz duże kino. Powyżej umieszczono lokale rozrywki oraz basen kąpielowy. Wyższe piętra zajmują luksusowe apartamenty mieszkaniowe.

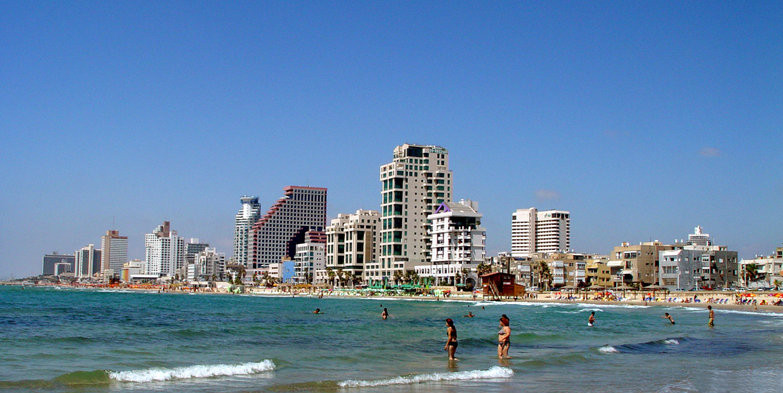
Opera Tower widoczna na panoramie Tel Awiwu